# Matthias Schulz (Germanist)
Matthias Schulz (* 1969) ist ein deutscher Germanist.

## Leben
Er besuchte die Schule in Wolfenbüttel. Das Studium an den Universitäten Bamberg und Aarhus schloss er 1994 mit dem Magisterexamen an der Universität Bamberg ab. Von 1994 bis 1996 war er wissenschaftlicher Mitarbeiter an der Forschungsstelle für deutsche Sprachgeschichte an der Universität Bamberg sowie am Lehrstuhl für deutsche Sprachwissenschaft und ältere deutsche Literatur, Universität Bamberg. Nach der Promotion 1997 „Die Eigenbezeichnungen des mittelalterlichen deutschsprachigen geistlichen Spiels“ war er von 1997 bis 2008 wissenschaftlicher Mitarbeiter im Forschungsprojekt Deutsches Wörterbuch von Jacob Grimm und Wilhelm Grimm. Neubearbeitung, Arbeitsstelle Göttingen (Akademie der Wissenschaften zu Göttingen). Nach der Habilitation 2003 „Deutscher Wortschatz im 17. Jahrhundert. Methodologische Studien zu Korpustheorie, Lexikologie und Lexikographie von historischem Wortschatz und seinen Strukturen“ vertrat er im Sommersemester 2006 eine Universitätsprofessur für Sprachwissenschaft des Deutschen (Universität Göttingen). Von 2008 bis 2010
war er Lehrkraft für besondere Aufgaben (LfbA), Friedrich-Alexander-Universität Erlangen-Nürnberg. Von 2010 bis 2012 vertrat er eine Universitätsprofessur für Deutsche Sprachwissenschaft/Deutsch als Fremdsprache (Otto-Friedrich-Universität Bamberg). 2012 war er wissenschaftlicher Mitarbeiter an der Ernst-Moritz-Arndt-Universität Greifswald (50 %) und wissenschaftlicher Mitarbeiter an der Friedrich-Alexander-Universität Erlangen-Nürnberg (50 %). Von Wintersemester 2012/2013 bis Wintersemester 2013/2014 lehrte er als Universitätsprofessor für Germanistische Sprachwissenschaft an der Heinrich-Heine-Universität Düsseldorf. Seit Sommersemester 2014 lehrt er als Universitätsprofessor für Deutsche Sprachwissenschaft an der Julius-Maximilians-Universität Würzburg.

## Publikationen (Auswahl)
- Die Eigenbezeichnungen des mittelalterlichen deutschsprachigen geistlichen Spiels. Heidelberg 1998, ISBN 3-8253-0796-4.
- Deutscher Wortschatz im 17. Jahrhundert. Methodologische Studien zu Korpustheorie, Lexikologie und Lexikographie von historischem Wortschatz. Tübingen 2007, ISBN 3-484-31278-5.
- als Herausgeber: Sprachliche Aspekte des Reisens in Mittelalter und Früher Neuzeit. Interdisziplinär ausgerichtete Tagung „Sprachliche Aspekte des Reisens in Mittelalter und Früher Neuzeit“..., die am 25. und 26. November 2011 an der Otto-Friedrich-Universität Bamberg stattfand. Wiesbaden 2014, ISBN 978-3-447-10050-2.
- als Herausgeber mit Birte Kellermeier-Rehbein und Doris Stolberg: Sprache und (Post)Kolonialismus. Linguistische und interdisziplinäre Aspekte. Berlin 2018, ISBN 978-3-11-055882-1.